# Edgar J. Goodspeed
Edgar J. Goodspeed   (Quincy, 23 d'octubre de 1871 - Los Angeles, 13 de gener de 1962) Edgar Johnson Goodspeed fou un teòleg estatunidenc erudit en la llengua grega i del Nou Testament. Ensenyà diversos anys a la Universitat de Chicago.
És recordat àmpliament per les seves traduccions de la Bíblia: The New Testament: an American Translation (1923) i juntament amb John Merlin Powis Smith The Bible, An American Translation (1935), la Goodspeed Bible. També és recordat per la seva traducció dels apòcrifs, i aquesta traducció s'inclogué a The Complete Bible, An American Translation (1939).

## Obres
- The Story of the Bible
- The Story of the Apocrypha,
- The Story of the New Testament,  1916
- The Making of the English New Testament, 1925
- Strange New Gospels, 1931
- The Short Bible, editó Edgar J. Goodspeed i J.M.Powis Smith, University of Chicago Press, 1933
- The Story of the Old Testament,  1934
- An Introduction to the New Testament,  1937
- How to Read the Bible 1946
- The Twelve, The Story of Christ's Apostles
- How Came the Bible?, Abingdon–Cokesbury Press, c. 1940.
- A History of Early Christian Literature, University of Chicago Press, 1942
- Problems of New Testament Translation, 1945
- The Life of Jesus for Young People
- The Apostolic Fathers: An American Translation, Harper & Brothers 1950
- Modern Apocrypha, The Beacon Press, 1956